# Ostsumatra-Bindenlangur
Der Ostsumatra-Bindenlangur (Presbytis percura) ist eine Art der Mützenlanguren, die im Osten der indonesischen Insel Sumatra (Provinz Riau) in einem kleinen Gebiet zwischen den Flüssen Rokam und Siak vorkommt.

## Merkmale

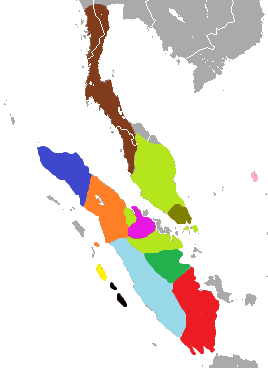
Die Verbreitung der Presbytis-Arten auf der Malaiischen Halbinsel und Sumatra
Ostsumatra-Bindenlangur
Robinsons Bindenlangur
Weißschenkliger Langur
Raffles Bindenlangur
Thomas-Langur
Schwarzer Kammlangur
Sumatra-Langur
Schwarzw. Kammlangur
Südlicher Kammlangur
Siberut-Langur
Mentawai-Langur
Natuna-Langur

Die Tiere sind auf dem Rücken schwärzlich, haben einen grauen Kopf und eine weiße Unterseite. Kehle und Gesicht sind grau. Die weiße Färbung auf der Bauchseite ist schmal, erstreckt sich aber bis auf die Kehle und unter das Kinn, sowie als schmale Streifen auch auf die Innenseiten von Armen bis zu den Handgelenken und Beinen bis zu den Knöcheln.

## Systematik
Der Ostsumatra-Bindenlangur wurde im Jahr 1908 durch den US-amerikanischen Zoologen Marcus Ward Lyon erstmals wissenschaftlich beschrieben. Er galt bis Juni 2020 als eine der Unterarten des Bindenlanguren (Presbytis femoralis). Sein Verbreitungsgebiet ist jedoch geografisch von dem der nur im äußersten Süden der Malaiischen Halbinsel vorkommenden Nominatform getrennt und er unterscheidet sich molekularbiologisch (mtDNA, cyt-b und D-Loop) deutlich von dieser. Der Ostsumatra-Langur und Raffles Bindenlangur trennten sich evolutionär vor etwa 2,6 Millionen Jahren voneinander. Im Juni 2020 bekam der Ostsumatra-Bindenlangur den Status einer eigenständigen Art.

## Gefährdung
Die die Tiere heute nur noch in wenigen, voneinander isolierten Waldinseln in einem sehr kleinen Gebiet vorkommen, muss der Bestand nach Kriterien der IUCN (International Union for Conservation of Nature) als vom Aussterben bedroht (Critically Endangered) angesehen werden. Die Provinz Riau hat die höchste Entwaldungsrate auf Sumatra und zwischen 1985 und 2008 sind 63 % des ursprünglich vorhandenen Regenwaldes zerstört worden. Der Bestand des Ostsumatra-Languren hat in dieser Zeit wahrscheinlich um 80 % abgenommen.

## Belege
1. ↑  
D. Zinner, G. H. Fickenscher, C. Roos: Family Cercopithecidae (Old World monkeys). S. 715 in Russell A. Mittermeier, Anthony B. Rylands & Don E. Wilson: Handbook of the Mammals of the World – Volume 3: Primates. Lynx Edicions, 2013, ISBN 978-84-96553-89-7.
2. ↑  
Muhammad Abu Bakar Abdul-Latiff, Hanisah Baharuddin, Pazil Abdul-Patah, Badrul Munir Md-Zain: Is Malaysia's banded langur, Presbytis femoralis femoralis, actually Presbytis neglectus neglectus? Taxonomic revision with new insights on the radiation history of the Presbytis species group in Southeast Asia. Primates. 60 (1): 63–79. doi:10.1007/s10329-018-0699-y
3. 1 2  
Andie Ang, Dewi Imelda Roesma, Vincent Nijman, Rudolf Meier, Amrita Srivathsan und Rizaldi. 2020. Faecal DNA to the Rescue: Shotgun Sequencing of Non-invasive Samples reveals Two Subspecies of Southeast Asian Primates to be Critically Endangered Species. Scientific Reports. 10, 9396. doi:10.1038/s41598-020-66007-8